# Муктинатх

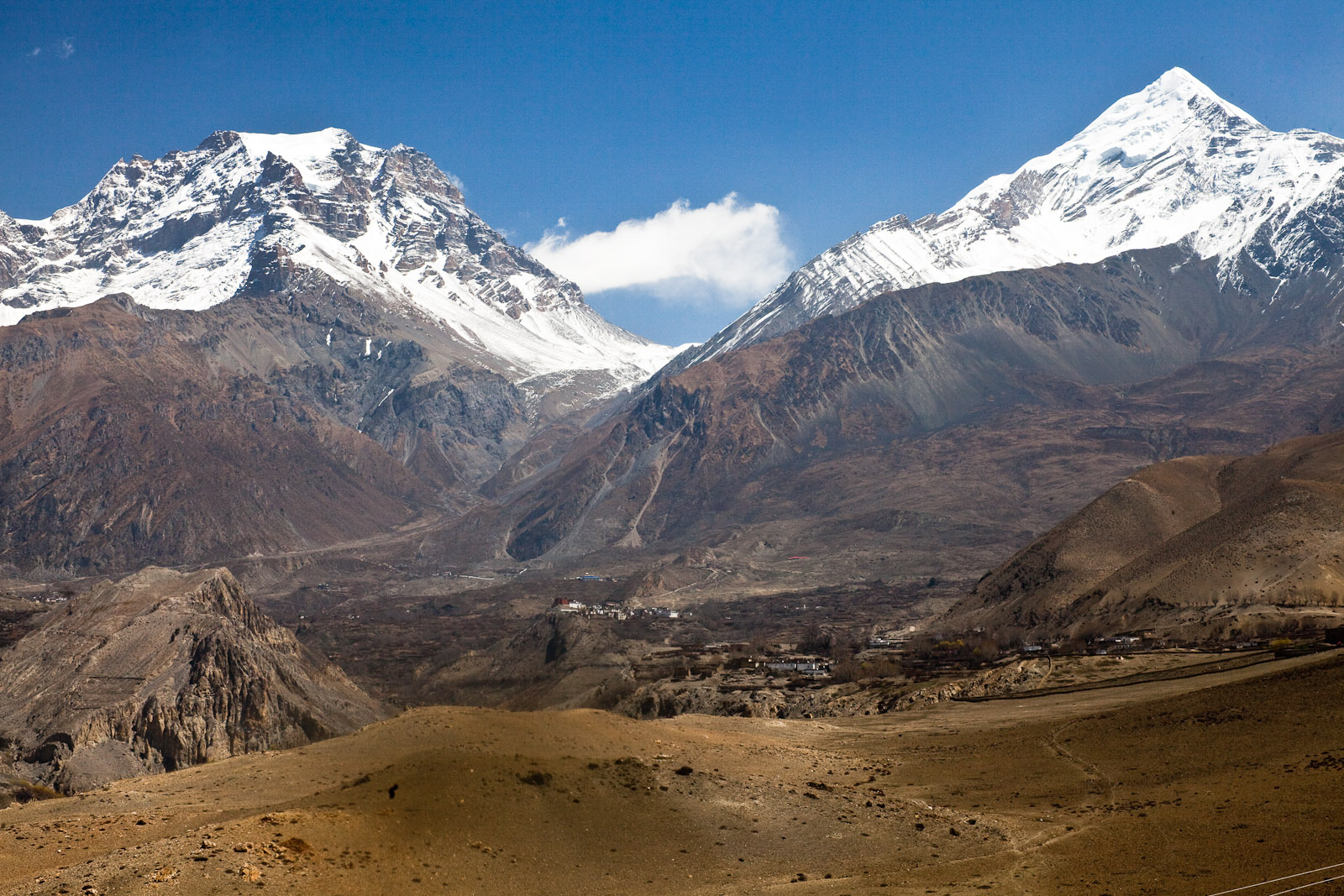
Долина Муктинатх на фоне гор Якава-Канг (слева) и Катунг-Канг

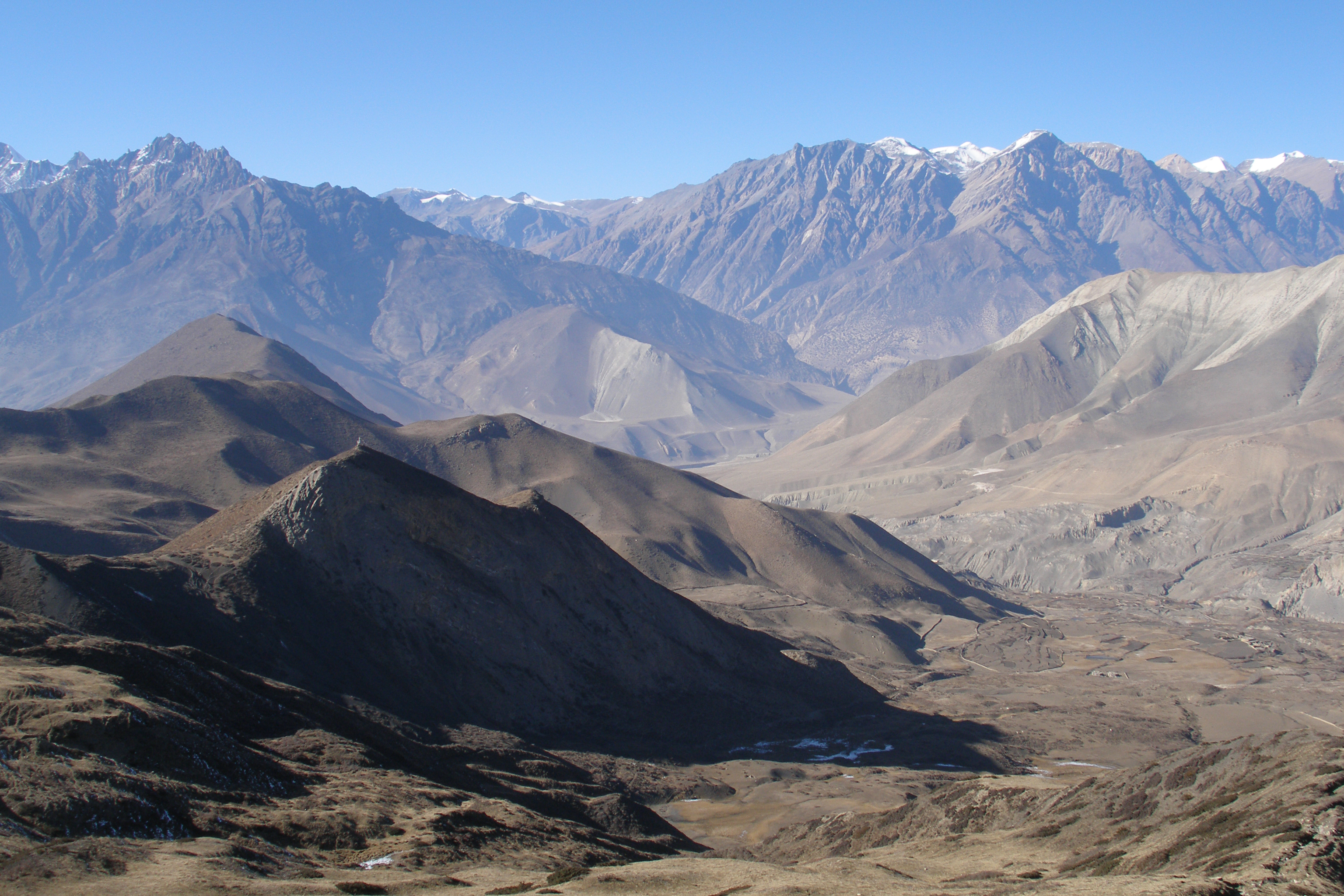
Панорамный вид на долину Муктинатх с востока

Муктинатх — долина в Гималаях, находится на территории Непала в административном районе Мустанг. Муктинатх является священным местом для индуистов и буддистов. В долине расположено большое число храмов и монастырей, наиболее известный из которых располагается около деревни Ранипаува и имеет одноимённое название Муктинатх.
Индуисты называют это место Мукти Кшетра, что значит «место спасения души». Также это место является одной из 51 Шакти питх (центр поклонения Шакти). Буддисты же дали ему название Чумиг Гьяца, что по-тибетски значит «сто священных вод».

## География
Долина Муктинатх расположена в верховьях реки Кали-Гандаки на высоте около 3800 м над уровнем моря. Главный храмовый комплекс построен у западного подножия перевала Торонг-Ла, находящегося в седловине между пиками Катунг-Канг (6484 м) и Якава-Канг (6482 м). Самый крупный населённый пункт долины — деревня Ранипаува, которую во многих источниках ошибочно также называют Муктинатхом.

## Главный храмовый комплекс

### Храм Муктинатх
Стиль пагода, в котором выполнен храм Муктинатх, является символом религиозного симбиоза индуизма и буддизма. Эта святыня является одной из восьми главных вайшнавских святынь (другие семь: Шрирангам, Шримушнам, Тирупати, Наймишаранья, Тхотадри, Пушкар и Бадринатх). Также это место является одной из 108 дивья-дешам. Здесь, в начале XIX века индуисты освятили храм Вишну и назвали его Муктинатх — Господь Освобождения.

### Кунда
Напротив храма Муктинатх располагаются 2 кунды (пруда). Считается, что паломник, принимающий омовение в этом пруду, смывает с себя негативную карму.

### Мукти-Дхара
С трёх сторон храм окружен стеной, из которой выходят 108 источников, и которую называют «Мукти-Дхара». Говорится, что омывшись под этими источниками, вы достигнете освобождения.

## Шалиграм
Вдоль реки Кали-Гандаки паломники находят особые священные камни, имеющие тёмный цвет и округлую форму. Верующие называют их шалаграма-шила (шалиграм) и считают, что они являются воплощением Вишну. Священным камням поклоняются в доме или храме как обычным мурти.

## Паломничество и туризм
Муктинатх посещает большое число паломников из Непала и Индии. Также, храмовый комплекс часто осматривается туристами, следующими по пешему горному маршруту «Трек вокруг Аннапурны».
В 2000-х годах до Ранипаува была проведена грунтовая дорога, что сделало возможным автотранспортное сообщение с Муктинатхом.

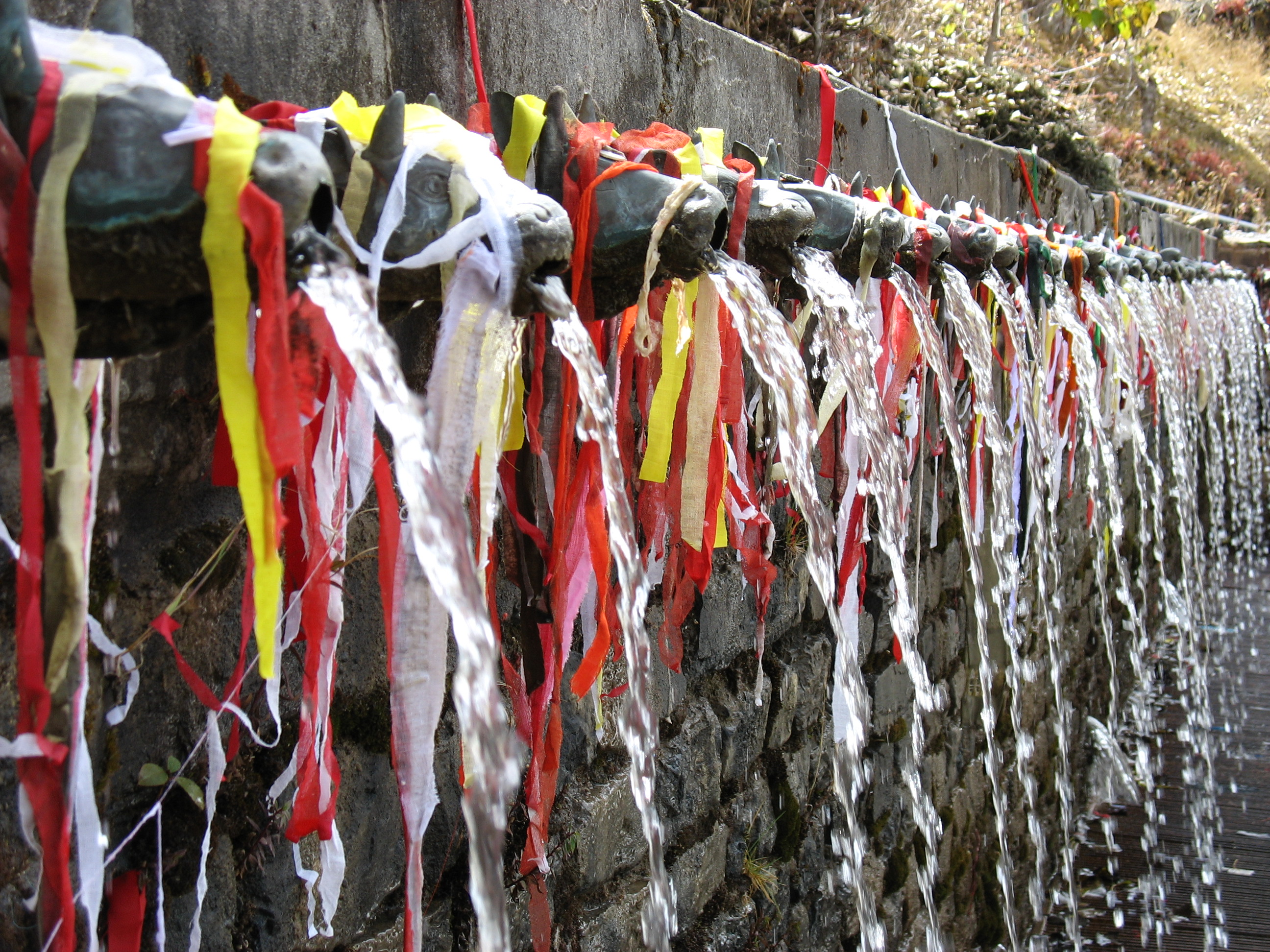
108 источников
Один из 108 источников крупным планом
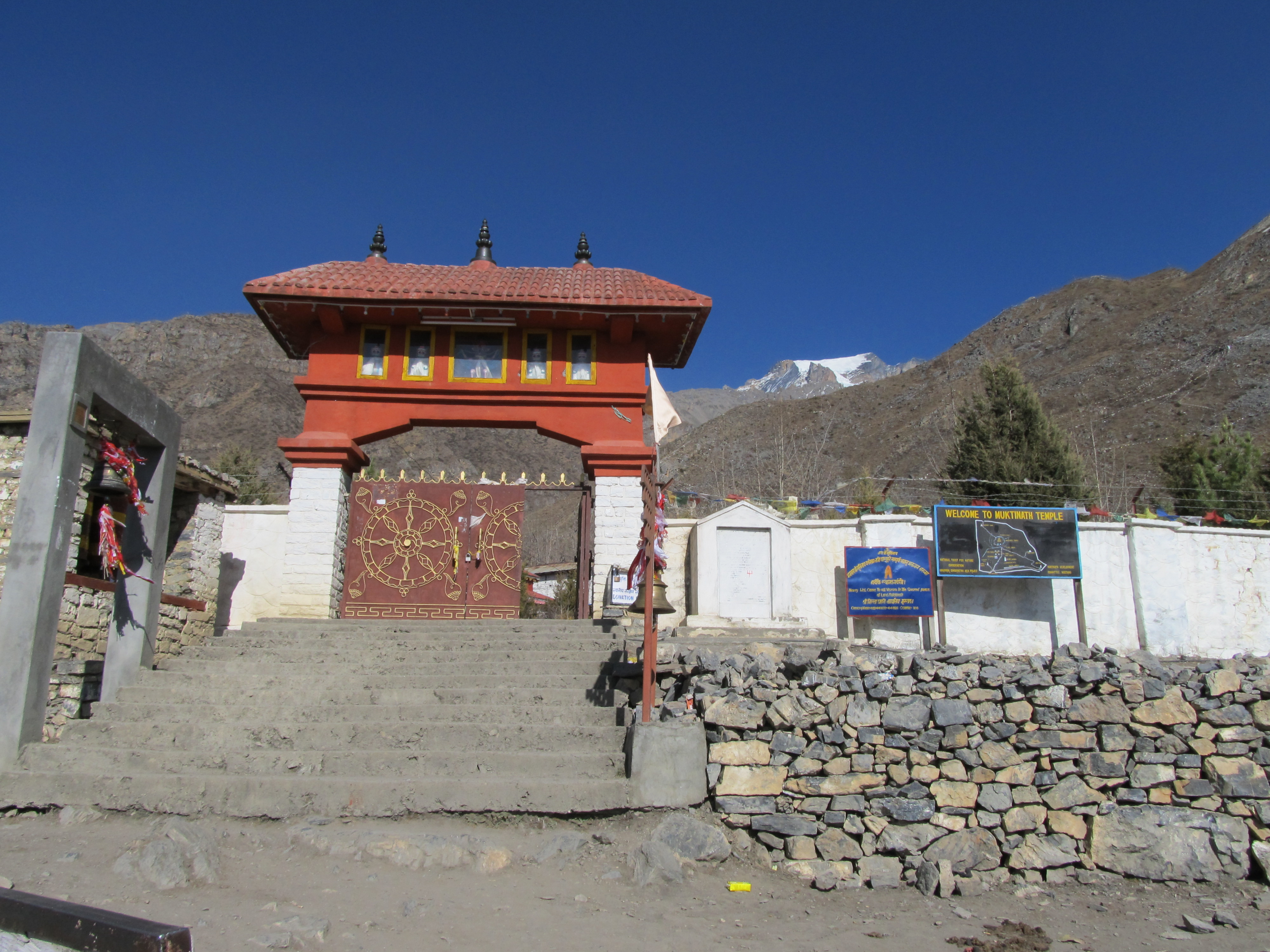
Ворота храмового комплекса
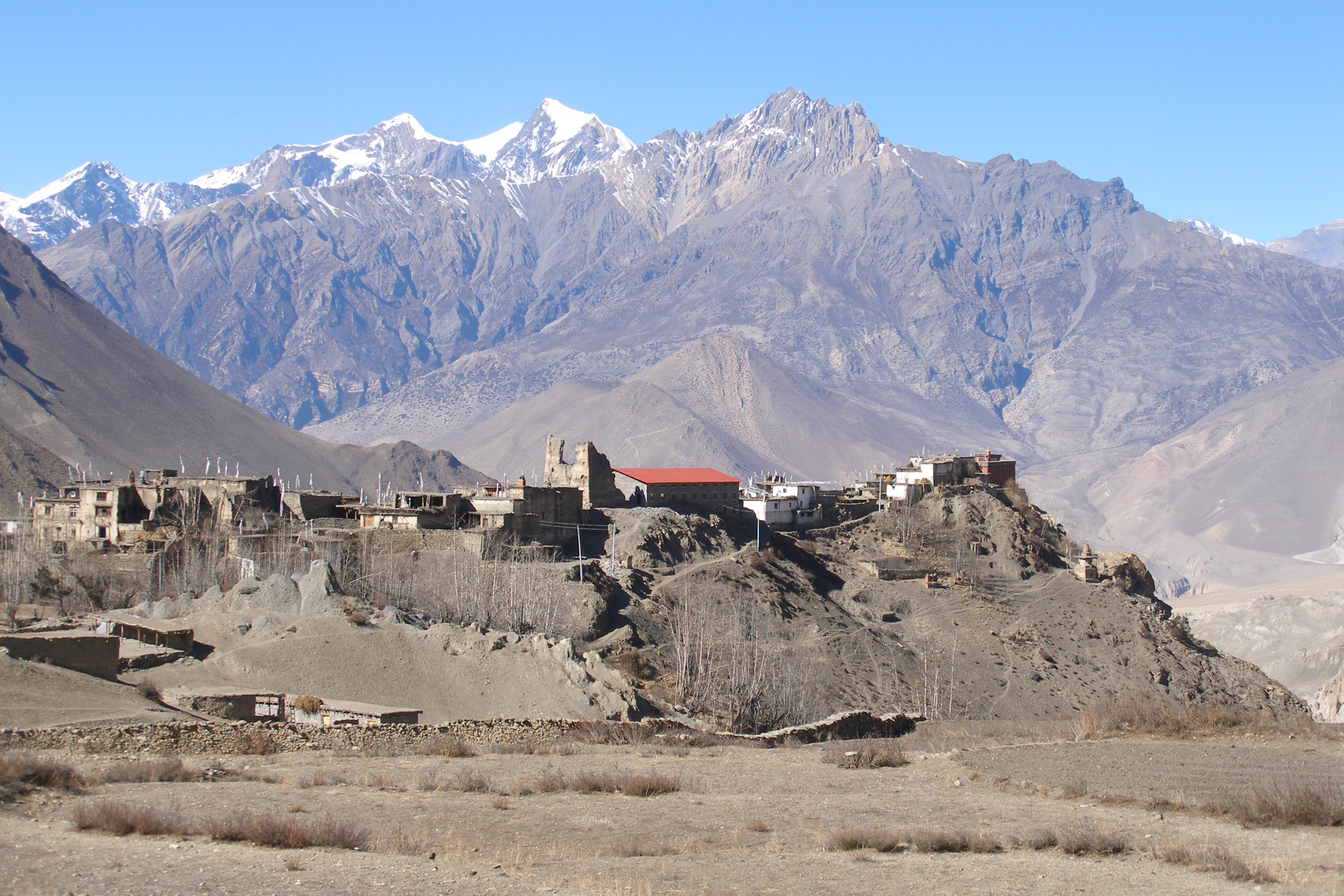
Джаркот
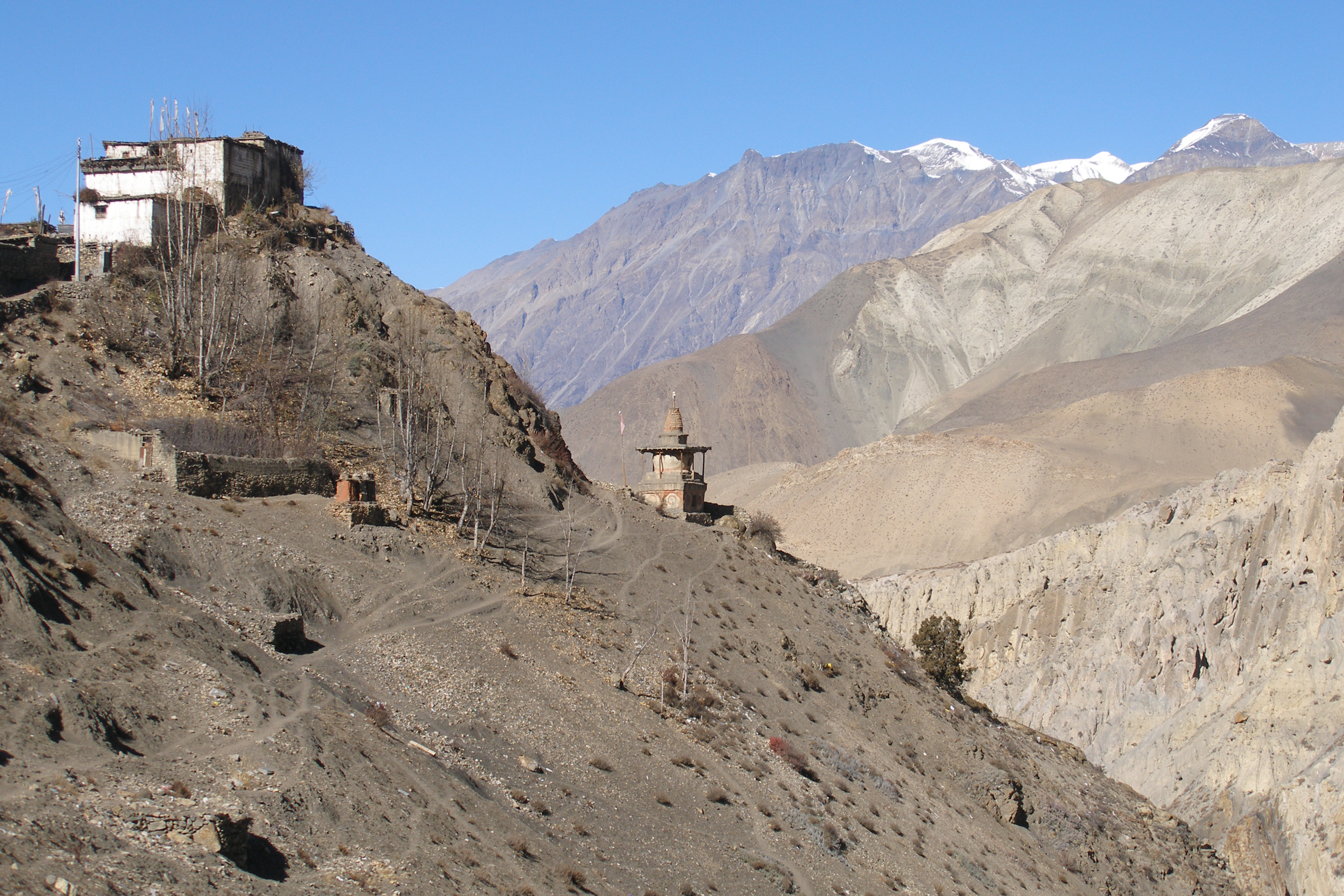
Гомпы
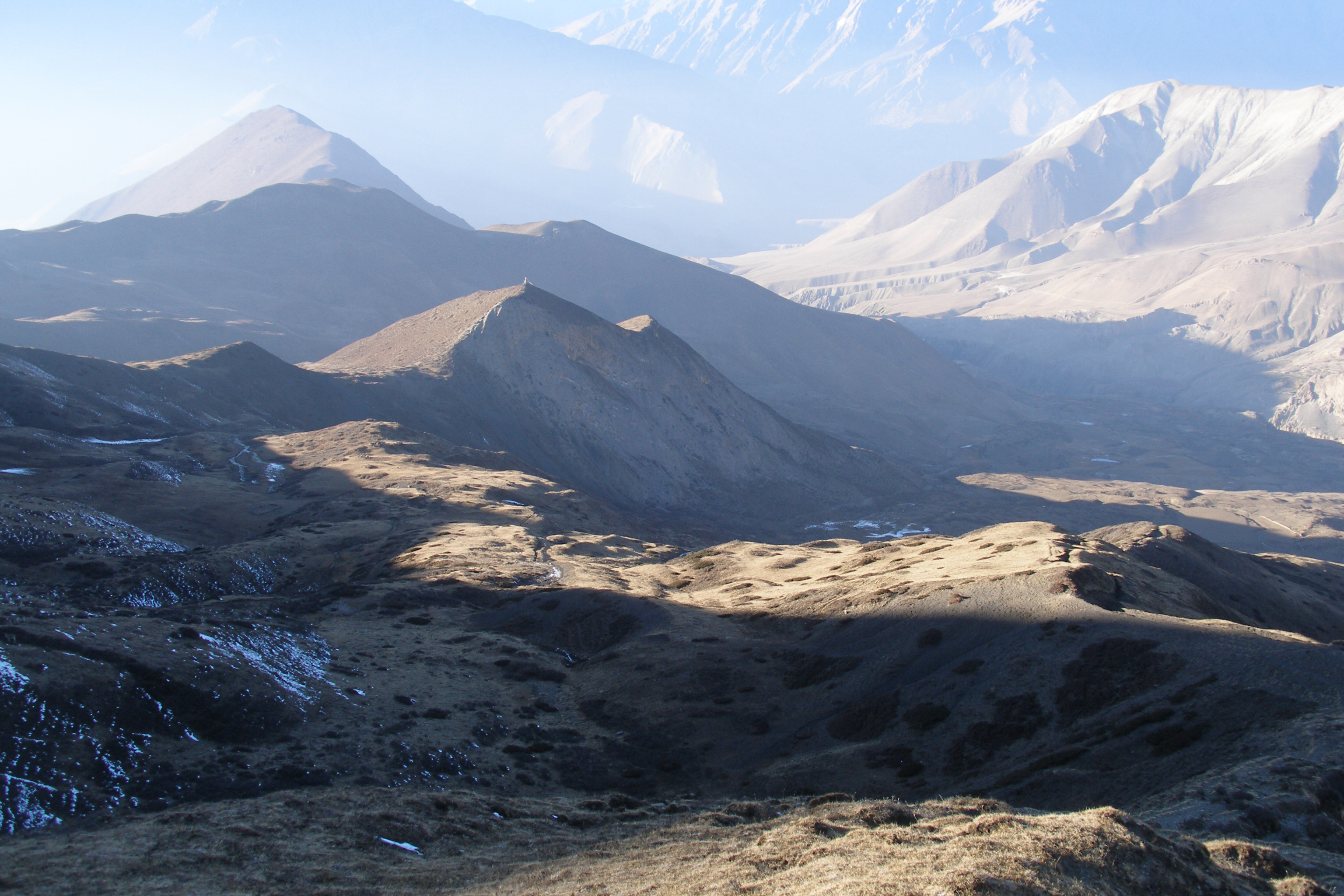
Закат в долине Мухтинатх